# Изгрев (квартал на София)
Вижте пояснителната страница за други значения на Изгрев.
Изгрев е един от кварталите на София. Граничи с квартал Дианабад и квартал Изток, както и с Борисовата градина. От Изток го отделя бул. „Драган Цанков“.
Кварталът е наричан „номенклатурен квартал“, тъй като в него в края на 1970-те са построени блокове на художниците, на писателите, на дейците от радиото и телевизията. По това време влиза в състава на тогавашната община „Червена звезда“.
В квартала се намират няколко посолства – руското, немското, монголското и виетнамското.

## Културни забележителности
В квартала се намират градинката с гроба на Петър Дънов и къщичката от дърворезба на майстора Рачо Ангелов, както и къщите-музеи на художниците Дечко Узунов и Илия Петров. В квартала са още домовете на художниците Никола Мирчев и Александър Стаменов.

## Транспорт
- Автобуси – № 120, 413;
- Метро – Метростанция „Жолио Кюри“ (метролинии М1 и М4) – открита на 08.05.2009 г.

## Улици и произход на имената им
| Път                     | Наречен на                                                                          | Местоположение |
| ----------------------- | ----------------------------------------------------------------------------------- | -------------- |
| „Акад. Илия Петров“     | Илия Петров (1903 – 1975), художник                                                 | Карта          |
| „Ген. Щерю Атанасов“    | Щерю Атанасов (1902 – 1967), комунистически деец, съветски агент и български офицер | Карта          |
| „Д-р Георги Атанасович“ | Георги Атанасович (1821 – 1891), лекар и политик                                    | Карта          |
| „Драган Цанков“         | Драган Цанков (1828 – 1911), политик                                                | Карта          |
| „Елемаг“                | Елемаг (X – XI век), военачалник                                                    | Карта          |
| „Жетварка“              | ?                                                                                   | Карта          |
| „Константин Кисимов“    | Константин Кисимов (1897 – 1965), актьор                                            | Карта          |
| „Латинка“               | Латинка (Tropaeolum), род растения                                                  | Карта          |
| „Незабравка“            | Незабравка (Myosotis), род растения                                                 | Карта          |
| „Никола Мирчев“         | Никола Мирчев (1921 – 1973), художник                                               | Карта          |
| „Русаля“                | Русалии, фолклорен обичай                                                           | Карта          |
| „Самоков“               | Самоков, град в Западна България                                                    | Карта          |
| „Фредерик Жолио Кюри“   | Фредерик Жолио-Кюри (1900 – 1958), френски физик                                    | Карта          |